# Entreprise individuelle en Allemagne
Une entreprise individuelle en Allemagne (en allemand : Einzelunternehmen) correspond :
- au sens large, à toute activité indépendante d'une seule personne physique en tant qu'agriculteur, artisan ou profession libérale, indépendamment du fait que cette personne emploie ou non des salariés,
- au sens strict, à l'entreprise d'un(e) commerçant(e) enregistré(e) (Einzelkaufmann/Einzelkauffrau) au sens du Code de commerce (en allemand : Handelsgesetzbuch) (HGB).

## Généralités
Une entreprise individuelle est une unité économique qui peut être créée sans grande réserve financière par une seule personne morale. L'exploitant d'une entreprise individuelle est appelé propriétaire. Il est un organe individuel (en allemand : Einzelorgan).
Dans la mesure où l'entrepreneur individuel est un commerçant au sens du Code de commerce (HGB), il est légalement tenu de tenir des journaux et d'y faire apparaître ses opérations commerciales et la situation de son patrimoine conformément aux Grundsätze ordnungsmäßiger Buchführung (GoB) (principes de comptabilité régulière : État de la situation financière). Cela signifie que, par exemple, le commerçant enregistré (eingetragene Kaufmann e. K.) est tenu d'établir un bilan.
En 2015, selon les statistiques de la taxe sur le chiffre d'affaires, il existait en Allemagne 2.181.285 entreprises individuelles (67 % de toutes les formes juridiques), qui fournissaient environ 9,6 % de toutes les livraisons et prestations (environ 575 milliards d'euros).

## Apport en capital
La loi allemande ne prévoit pas d'apport minimal de capital. Cependant, il arrive parfois qu'une autre personne participe financièrement mais n'apparaisse pas à l'extérieur (associé tacite), l'entreprise individuelle devient alors une société tacite, qui n'est cependant pas reconnaissable à l'extérieur. Pour les personnes extérieures, il s'agit donc encore d'une entreprise individuelle.

## Entreprise ou dénomination commerciale
Le libre choix de la dénomination de l'entreprise, c'est-à-dire l'utilisation d'une entreprise, est réservé en Allemagne aux entrepreneurs individuels qui sont inscrits au Registre du commerce (Allemagne) (de) et qui se soumettent ainsi aux dispositions du HGB. Cette inscription est obligatoire pour les commerçants (Istkaufmann) au sens du HGB, conformément au § 2 hgb juris. Pour les autres commerçants, elle est facultative (Kannkaufmann). Dans tous les cas, le nom de l'entreprise doit être complété par l'adjonction "eingetragener Kaufmann" ou "eingetragene Kauffrau" ou "e. K.", "e. Kfm" ou "e. Kfr" (HGB § 19 hgb juris). Le nom, y compris le complément, constitue la désignation juridiquement contraignante dans les relations commerciales - la raison sociale,.
En revanche, un entrepreneur individuel ou un petit commerce en Allemagne, qui n'est pas inscrit au registre du commerce, participe en règle générale aux transactions commerciales sous son nom de famille personnel et civil et au moins un prénom écrit en toutes lettres. Les références à l'activité ou au secteur sont autorisées, par exemple "Frisiersalon Iris Schmitt". Cela découlait autrefois directement du § 15 GewO juris b du Gewerbeordnung (Allemagne) (de) (GewO), qui a toutefois été abrogé sans être remplacé en mars 2009, de sorte qu'il ne s'agit plus aujourd'hui que de recommandations, utiles pour des considérations juridiques supplémentaires. La gestion d'une entreprise au sens du droit commercial n'est toutefois pas autorisée sans inscription au registre du commerce. Parallèlement, les dispositions du Code de commerce ne s'appliquent pas à ces entrepreneurs, mais uniquement celles du BGB.
Il convient de distinguer la raison sociale de la dénomination commerciale ou dénomination d'établissement, qui peut être librement choisie dans le cadre d'autres restrictions juridiques, comme par exemple la loi sur les marques (Allemagne) (de). Celle-ci a une signification économique essentielle. Elle ne doit cependant pas induire en erreur sur des circonstances déterminantes et donner par exemple l'impression d'une taille ou d'une importance que l'entreprise ne possède pas. Elle ne doit pas non plus donner l'impression que l'entreprise est inscrite au registre du commerce si ce n'est pas le cas, de sorte que dans de tels cas, l'ajout du terme "propriétaire" est généralement à éviter, à moins qu'il ne s'agisse de la reprise (succession) d'un commerce établi depuis longtemps.
En Allemagne, il est courant que la dénomination commerciale contienne le nom (complet) du propriétaire, souvent combiné avec le contenu commercial : Manfred Mustermann Holz- & Bautenschutz, Trockenbau Mustermann, Elektrowaren Mustermann, Inhaber Manfred Mustermann. L'entrepreneur est autorisé à choisir à sa guise un nom admissible, comme c'est par exemple l'usage dans le secteur de la restauration et de l'hôtellerie (Restaurant Rose, propriétaire Manfred Mustermann).

## Gestion/représentation à l'extérieur
L'entrepreneur individuel gère les affaires sous son nom, respectivement celui de sa société, à son propre compte et à ses propres risques. Il peut également confier la gestion de ses affaires à un employé ou à un tiers en lui octroyant une procuration ou des pouvoirs d'action qui l'autorisent à gérer ses affaires.

## Détermination du bénéfice
Dans la mesure où un entrepreneur individuel n'est pas inscrit au Registre du commerce, les règles de comptabilité du Code fiscal (Allemagne) (de) s'appliquent (AO § 141 AO 1977 juris), ce qui signifie que l'entrepreneur est dispensé de l'établissement du bilan jusqu'à un bénéfice annuel fiscal de 60.000 € ou un chiffre d'affaires annuel de 600.000 € et peut déterminer son bénéfice par compte d'excédent de recettes. Ce n'est qu'après avoir dépassé une fois cette limite que le propriétaire de l'entreprise individuelle est invité par l'administration fiscale à établir un bilan au sens de l'AO § 141 en relation avec le § 4 alinéa 1 EStG.
Jusqu'à l'entrée en vigueur de la loi de modernisation du droit des bilans (Allemagne) (de), les entrepreneurs individuels qui sont commerçants au sens du code de commerce étaient tenus, en vertu du droit commercial, de tenir des livres et d'y faire apparaître leurs opérations commerciales et la situation de leur patrimoine conformément aux principes de la comptabilité régulière (GoB) (établissement du bilan). Par le biais de § 241a HGB juris, les commerçants enregistrés sont désormais également exemptés de l'obligation de tenir une comptabilité dans les conditions susmentionnées et peuvent déterminer leur bénéfice par compte d'excédent de recettes.

## Capacité juridique de l'entrepreneur individuel
Un entrepreneur individuel peut acquérir des droits et contracter des obligations ; il peut acquérir la propriété et d'autres droits réels sur des biens immobiliers et il peut agir en justice et être poursuivi en justice.

## Responsabilité de l'entrepreneur individuel
L'entrepreneur individuel est responsable sur l'ensemble de son patrimoine de toutes les dettes de son entreprise. En ce qui concerne la responsabilité, il n'y a pas de distinction entre le patrimoine privé et le patrimoine professionnel.

## Début etDissolution d'une entreprise individuelle
Une entreprise individuelle peut être dissoute volontairement par son propriétaire lorsque l'entrepreneur vend les éléments essentiels de l'entreprise ou les transfère dans son patrimoine privé. Un changement de forme juridique met également formellement fin à l'entreprise individuelle. La dissolution forcée de l'entreprise individuelle est possible en cas d'insolvabilité ou de décès du propriétaire.
Le début et la fin d'une activité commerciale doivent être inscrits au registre des métiers par l'intermédiaire du bureau des métiers. Cela n'a toutefois pas d'effet constitutif. Le bureau des métiers ne remplit pas de fonction notariale, mais sert à prévenir les risques et à informer les autres autorités des activités de l'entreprise individuelle.

## Traitement fiscal d'un entrepreneur individuel

### Taxe professionnelle
L'entrepreneur individuel est assujetti à la taxe professionnelle lorsqu'il exerce une activité au sens de la Gewerbesteuer (Allemagne) (loi sur la taxe professionnelle)(GewStG § 2 juris). La Gewerbesteuer que l'entrepreneur individuel doit éventuellement payer est partiellement imputée sur son impôt sur le revenu.

### Impôt sur le revenu
Un entrepreneur individuel peut tirer de son entreprise des revenus d'activités commerciales (de), mais aussi des revenus d'activités indépendantes (de) ou des revenus d'activités agricoles et forestières (de). [Ce n'est pas l'entreprise, mais le propriétaire de l'entreprise individuelle qui est assujetti à l'impôt sur le revenu (Allemagne). Les revenus - que le bénéfice ait été prélevé ou non - sont soumis à l'impôt l'année où ils sont perçus.]
Pour les revenus provenant d'entreprises commerciales, l'impôt sur le revenu conventionnel est réduit de 4 fois (état 2021) le montant de la taxe professionnelle = réduction d'impôt (de) conformément à EStG § 35 juris (loi sur l'impôt sur le revenu).

### Taxe sur le chiffre d'affaires
Un entrepreneur individuel est entrepreneur au sens de la loi relative à la taxe sur le chiffre d'affaires (de). Un entrepreneur est tenu de tenir des registres pour déterminer la taxe sur le chiffre d'affaires (Allemagne) (de) et les bases de son calcul (UStG § 22 juris). Si un entrepreneur individuel gère plusieurs entreprises individuelles en même temps (par exemple un salon de coiffure et une boulangerie), la TVA doit être déclarée pour les deux entreprises dans une déclaration de TVA auprès du bureau des impôts dans la circonscription duquel la première entreprise individuelle a été ouverte (bureau des impôts de la première saisie ; voir également §§ 18 ff AO). Les entrepreneurs dont le chiffre d'affaires annuel total (y compris la TVA due) ne dépasse pas 22.000 € peuvent bénéficier du régime des petites entreprises (de). mais ne peuvent alors pas non plus faire valoir de taxe en amont (§ 19 juris UStG).

### Impôt sur les successions/donations
Lors de la transmission d'une entreprise par donation ou succession à un successeur, un avantage fiscal particulier est accordé pour les actifs de l'entreprise dans le cadre de l'impôt sur les successions (de) (ErbStG § 13a juris). Les actifs de l'entreprise sont évalués à leur valeur générale (de) (valeur vénale, y compris les réserves latentes). Différentes méthodes d'évaluation (de) (évaluation du patrimoine d'entreprise aux fins de l'impôt sur les successions) sont envisageables pour déterminer la valeur.

## Avantages et inconvénients de l'entreprise individuelle
Avantages
- Pleine liberté de décision et pouvoir de disposition sur le patrimoine de l'entreprise et la politique commerciale.
- Pas de capital minimum.
- La création est informelle, simple et peu coûteuse.
- Le bénéfice revient uniquement au propriétaire de l'entreprise.
- Grande réputation, car le propriétaire est entièrement responsable → bonne position de négociation vis-à-vis des banques et des créanciers.

Inconvénients
- Le risque commercial repose uniquement sur le propriétaire de l'entreprise individuelle, qui est responsable sur l'ensemble de son patrimoine personnel.